# Royaume de Naples
 (janvier 2012).
1282–1799
1799–1806
1815–1816
Entités précédentes :
- Royaume de Sicile (1282)
- République parthénopéenne (juin 1799)
- Royaume de Naples napoléonien (1815)

Entités suivantes :
- République parthénopéenne (janvier 1799)
- Royaume de Naples napoléonien (1806)
- Royaume des Deux-Siciles (1816)

Le royaume de Naples (en italien : Regno di Napoli) est une dénomination courante, mais non officielle, de l'ancien royaume d'Italie méridionale dont la capitale était Naples. Sa dénomination officielle était Regnum Siciliae citra Pharum, c'est-à-dire « royaume de Sicile en deçà du détroit de Messine » (« Sicile citérieure » ou « péninsulaire », par opposition à la « Sicile ultérieure » ou « insulaire » ou « au-delà du détroit de Messine »).
Issu de la partition en 1282 du royaume de Sicile, créé en 1130 par le Normand Roger de Hauteville, il en regroupait les terres péninsulaires, situées au sud des fleuves Tronto sur la côte adriatique et Liri-Garigliano sur la côte tyrrhénienne et des monts Simbruins dans les Apennins.

## Histoire

### Période angevine (1282-1442)
Le royaume naît de la scission de fait du royaume de Sicile, à la suite des Vêpres siciliennes de 1282. Charles d'Anjou, chassé de Sicile par les troupes de Pierre III d'Aragon, se maintient sur la partie continentale du royaume, dont Naples devient la capitale, ce qui entraîne une forte croissance de la ville auparavant dominée par Palerme.
Sous le règne de Robert Ier, le royaume de Naples connaît une période de paix et de prospérité. Le roi fait de Naples un des centres culturels de l'Italie, invitant à sa cour Giotto, Pétrarque et Boccace.
La seconde partie du XIVe siècle voit cependant s'amorcer une période de déclin due à la lutte entre deux branches de la dynastie pour régler la succession de Robert Ier, puis de sa fille, la reine Jeanne Ire. La maison d'Anjou-Duras finit par triompher, avec Charles III, duc de Duras, qui fait assassiner la reine Jeanne en 1382.
Son fils, Ladislas Ier, étend le territoire du royaume sur une partie de l'Italie centrale, caressant le rêve d'unifier la péninsule. À sa mort sans héritier en 1414, c'est sa sœur, Jeanne II, qui monte sur le trône.
La dynastie angevine de Naples, par le jeu des successions, hérite en 1323 de la couronne de Hongrie lorsque Charles Martel d'Anjou la reçoit à la mort de sa mère Marie de Hongrie en 1323. René d'Anjou, dit le Bon Roi René, né le 16 janvier 1409 à Angers et mort le 10 juillet 1480 à Aix-en-Provence, est un prince du sang français de la lignée des ducs d'Anjou issue de Louis Ier d'Anjou (1339-1384), fils du roi Jean II le Bon. D'abord comte de Guise (1417-1425), puis duc de Bar (1430-1480), duc de Lorraine (1431-1453) sous le nom de René Ier de Lorraine, duc d'Anjou (1434-1480) sous le nom de René Ier d'Anjou, roi de Naples (1435-1442) sous le nom de René Ier de Naples, roi de Sicile (en titre) (1434-1480) sous le nom de René de Sicile, comte de Provence et de Forcalquier (1434-1480), roi de Jérusalem en titre (1435-1480), roi d'Aragon en titre (1466-1480). Il a aussi été seigneur de Piémont, comte de Barcelone et marquis de Pont-à-Mousson (1480)1, ainsi que pair de France et fondateur de l'ordre du Croissant.

### Période aragonaise (1442-1495)
En 1442, le roi Alphonse V d'Aragon s'empare du royaume de Naples et de la Sicile et se fait nommer Rex utriusque Siciliae (« roi des Deux-Siciles »). Les deux royaumes deviennent une dépendance de la Couronne d'Aragon. Alphonse V maintient la capitale à Naples. À sa mort, le royaume est de nouveau séparé entre ses héritiers : son fils naturel, Ferdinand, hérite de Naples.
Alphonse V puis Ferdinand entretiennent une cour brillante à Naples, qui devient un foyer de l'humanisme, attirant des artistes et des lettrés du nord de l'Italie. Ferdinand Ier achève de centraliser le royaume, en matant deux révoltes féodales et en intégrant dans le domaine royal les possessions des princes de Tarente.
À sa mort en 1494, il est remplacé par son fils Alphonse II. Mais l'année suivante, débute l'intervention française à l'origine des guerres d'Italie.

### La période des guerres d'Italie (1495-1559): entre la France et l'Espagne
Alphonse II est chassé en 1495 par le roi de France Charles VIII qui, descendant des Angevins, revendique l'héritage du royaume : c'est l'origine des guerres d'Italie. Mais, bien qu'il ait conquis la capitale, Charles VIII abandonne son projet face à l'hostilité des autres États italiens et rentre en France (1497).
Le frère d'Alphonse II, Frédéric Ier, monte peu après sur le trône, mais en est dépossédé par son cousin le roi Ferdinand II d'Aragon qui règne sur l'Espagne et s'empare de Naples, au cours de la troisième guerre d'Italie (1501-1504), menée contre le roi de France Louis XII.
Ferdinand II, également maître de la Sicile, restaure politiquement le royaume des Deux-Siciles, mais les deux entités qui le composent restent juridiquement distinctes, chacune gouvernée par un vice-roi représentant le roi d'Espagne.
Naples reste un sujet de discorde entre la France et l'Espagne pendant plusieurs décennies, enjeu des multiples guerres entre François Ier et Charles Quint, petit-fils de Ferdinand II, mais aussi chef de la maison de Habsbourg et empereur.
La France, menacée en Picardie et en Lorraine dès que son armée sort du Piémont, perd graduellement prise sur ce territoire.[pas clair]
Vaincu par Philippe II lors de la onzième guerre d'Italie, Henri II renonce aux prétentions françaises sur le royaume de Naples par les traités du Cateau-Cambrésis (avril 1559).

### Le royaume après la victoire espagnole (1559-1714)
En 1557, l'État des Présides, un territoire détaché de la république de Sienne, alors disparue, a été annexé au royaume de Naples.
En 1571, est nommé vice-roi Antoine Perrenot de Granvelle, archevêque de Malines aux Pays-Bas (jusqu'en 1575).

### Revendications de la maison de La Trémoille (1643-1748)
En 1643, le duc Henri de La Trémoille fait valoir ses droits à la couronne de Naples. Descendant d'Anne de Laval, princesse de Tarente et petite-fille de Frédéric d'Aragon, Henri de La Trémoille est en effet le seul héritier de l'ancien roi de Naples.
Le roi Louis XIII autorisa le duc à prendre le titre de prince de Tarente et, par brevet délivré vers 1629[pas clair], lui accorda les privilèges attachés au rang de prince étranger. En 1648, Louis XIV lui permit d'envoyer un représentant pour soutenir ses droits devant le congrès réuni à Münster, où étaient élaborés les traités de Westphalie qui devaient mettre fin à la guerre de Trente Ans. Les La Trémoille tentèrent, mais sans y parvenir, de faire reconnaître leurs droits au trône napolitain lors des congrès de Münster, de Nimègue et de Ryswyk. Le 6 novembre 1748, la maison de La Trémoille soutiendra une ultime protestation relative à ses droits sur le royaume de Naples, quoique cette couronne ait été cédée par le traité de Vienne de 1738 au roi de Sicile.

### Période des Habsbourg d'Autriche (1714-1734) puis des Bourbon d'Espagne (1734-1805)
Le traité de Rastatt de 1714 laissa Naples à l'empereur Charles VI, chef des Habsbourg d'Autriche, amorçant une période de domination autrichienne sur le royaume, qui continue d'être gouverné par un vice-roi. En 1720, l'Autriche et la Savoie procèdent à un échange de territoire : la Sardaigne sous domination autrichienne passe à la maison de Savoie, et la Sicile est transmise aux Habsbourg. Cependant, quoique les deux royaumes soient ainsi joints dans le cadre d'une union personnelle, les couronnes de Naples et de Sicile demeurent officiellement distincts.
La domination de l'Autriche ne dure que deux décennies : en 1734, Charles de Bourbon, fils du roi d'Espagne, conquiert le royaume de Naples. Après plus de deux cents ans de soumission à une vice-royauté étrangère, le royaume de Naples se trouve ainsi indépendant et, en 1735, après s'être emparé de la Sicile, le roi Charles de Bourbon parvient à réunir les deux couronnes sur sa tête. Formellement, il s'agit toujours là d'une union personnelle, le souverain portant des numéros différents à Naples (Charles VII) et en Sicile (Charles V). Par facilité, on parle cependant fréquemment de royaume des Deux-Siciles, une appellation qui ne deviendra officielle qu'au début du XIXe siècle, lors de l'union des deux royaumes par Ferdinand Ier.

### Période napoléonienne (1805-1815)
Les États du roi Ferdinand font partie de la troisième coalition contre Napoléon en 1805.
En 1806, à la suite des victoires d'Austerlitz sur les Austro-Russes et de Campo Tenese sur les Napolitains, Napoléon installe son frère Joseph sur le trône de Naples. Ferdinand fuit vers la Sicile où il conserve le pouvoir.
Deux ans plus tard, Joseph est envoyé en Espagne et remplacé à Naples par sa sœur Caroline et son beau-frère, le maréchal Joachim Murat. Les tentatives de Murat pour conquérir la Sicile échouent. L'île est défendue par les Britanniques et Ferdinand participe aux coalitions suivantes (quatrième, cinquième et sixième) contre Napoléon.
Après la défaite de Napoléon en 1814, Murat conclut une entente avec l'Autriche et conserve le trône de Naples, malgré les protestations de Ferdinand et de ses partisans. Cependant, les autres puissances, en particulier la Grande-Bretagne, lui sont hostiles. Murat dépend donc du soutien incertain de l'Autriche et sa position devient de moins en moins sûre.
En 1815, lors des Cent-Jours, Murat se rallie à Napoléon et, par la proclamation de Rimini, s'allie aux nationalistes italiens dans l'espoir de sauver son royaume. La guerre napolitaine qui suit entre Murat et les Autrichiens se termine rapidement par la victoire des forces autrichiennes à Tolentino. Murat tente de fuir, mais est capturé et exécuté à Pizzo, en Calabre.
Ferdinand réunit ses couronnes, et l'année suivante (1816), l'union du royaume de Naples et du royaume de Sicile dans le nouveau royaume des Deux-Siciles est formellement réalisée.

## Drapeaux

Royaume de Naples - Anjou (1282-1442).
Royaume de Naples - rex Utriusquae Siciliae (1442-1516).
Royaume de Naples - Habsbourg (1516-1714).
Royaume de Naples (1714-1738).
Royaume de Naples et Sicile - Bourbon (1738-1816).
Royaume de Naples (1806-1808).
Royaume de Naples (1808-1811).
Royaume de Naples (1811-1815).